# Mark Joyce
Mark Joyce (11 augustus 1983) is een professionele snookerspeler uit Walsall. Zijn beste resultaat behaalde hij op de Riga Masters van 2019, waar hij de finale haalde maar met 5-2 werd verslagen door Yan Bingtao. Kwartfinales bereikte hij op het UK Championship van 2010 en 2017, de World Open 2014, de German Masters 2016, de Riga Masters 2017 en de Paul Hunter Classic van dat jaar.

In 2013 bereikte hij op het wereldkampioenschap de laatste 48. In 2021 plaatste hij zich voor het eerst voor het hoofdtoernooi van het WK snooker. In de eerste ronde mocht hij aantreden tegen Ronnie O'Sullivan. Joyce verloor met 4-10.

## Belangrijkste resultaten

### Wereldkampioenschap
Hoofdtoernooi (laatste 32 of beter):
| #  | Seizoen     | Editie  | Prestatie  | Extra                                  |
| -- | ----------- | ------- | ---------- | -------------------------------------- |
| 1. | 2020 / 2021 | WK 2021 | Laatste 32 | Verloor met 10-4 van Ronnie O'Sullivan |